# Ganglion otique
Le ganglion otique ou ganglion auriculaire est un petit ganglion de forme ovoïde, aplati, appartenant au système parasympathique, de couleur rouge grisé, situé immédiatement au-dessous du foramen ovale dans la fosse infra-temporale sur la face médiale du nerf mandibulaire.
C'est l'un des quatre ganglions parasympathiques de la tête et du cou. (Les autres sont les ganglions submandibulaire, ptérygo-palatin et ciliaire).
Il peut être absent, sa présence étant estimée à 60 % des cas.
Il reçoit des fibres parasympathiques du nerf glossopharyngien IX par le nerf petit pétreux et du nerf facial VII par un rameau communicant, ainsi que des fibres sympathiques du plexus carotidien externe. Les cellules nerveuses vont faire un relais synaptique dans le ganglion, contenant les corps cellulaires des neurones post-synaptiques qui projettent sur la glande parotide.